# Microfinanza
Per microfinanza ci si riferisce a quei prodotti e servizi finanziari offerti da istituti bancari specializzati a clienti reputati non solvibili. Si tratta quindi di soggetti che non riescono ad ottenere credito e altri servizi finanziari dalle istituzioni finanziarie tradizionali per due ragioni: vengono reputati non solvibili (unbanked) e/o i costi legati all'offerta di questi servizi sono eccessivi e rendono l'operazione non conveniente economicamente.
La Microfinanza si articola in un vasto insieme di strumenti: Microassicurazione, Microleasing, Housing Microfinance, Canalizzazione rimesse degli immigrati e Microcredito.

## La microfinanza nei paesi del terzo mondo
Il principale servizio di questi istituti, spesso chiamati Banche dei poveri o Banche etiche ed operanti nel Terzo mondo, è costituito dal microcredito, cioè nella concessione di prestiti di modesto importo (equivalenti a pochi euro o decine di euro) a piccoli imprenditori (artigiani, commercianti, coltivatori,...) che ne hanno bisogno per avviare una nuova attività o migliorare quanto già fanno. Altri servizi normalmente forniti riguardano anche la raccolta del risparmio e le assicurazioni. Una tipologia particolare della microfinanza nei paesi del terzo mondo è rappresentata dalla finanza informale, che in molti casi si ricollega alle tradizioni locali, ma che non deve essere interpretata come un fenomeno residuale ed identificata nella sfera arretrata della società e considerata un relitto del passato perché frequentemente mostra segni di apertura all'innovazione e doti di flessibilità e di capacità di adattamento al mutare delle condizioni economiche ben superiori a quelle della finanza istituzionale.
Le banche dei poveri riescono ad operare con questo tipo di clientela innanzitutto riducendo al minimo le spese di gestione attraverso l'abolizione completa della burocrazia: sono i funzionari che vanno di villaggio in villaggio per raccogliere il risparmio o erogare i prestiti dopo aver valutato le singole richieste. I prestiti, inoltre, sono rimborsati con rate settimanali così da poter evidenziare immediatamente situazioni di difficoltà ed intervenire per risolverla. Infine, per assorbire momenti di difficoltà del beneficiario, i prestiti sono normalmente erogati a piccoli gruppi di persone che si impegnano moralmente ad aiutarsi in caso di difficoltà.
La cosa funziona così bene che le Nazioni Unite hanno dichiarato il 2005 "Anno Internazionale del Microcredito".

## La microfinanza nei paesi ricchi
I paesi attualmente considerati ricchi hanno una grande tradizione di microrisparmio, reso conveniente per il sistema creditizio attraverso il meccanismo di depositi vincolati poliennali che minimizzano le spese di gestione incoraggiando il loro mantenimento per lunghi periodi (ad esempio ancora negli anni novanta le Poste Italiane emettevano buoni fruttiferi con tagli a partire da poche decine di migliaia di lire che al lordo raddoppiavano dopo 7 e triplicavano dopo 11 anni o buoni ventennali di valore equivalente con tassi crescenti con l'aumento del periodo di deposito).
Il microcredito è stato invece trascurato per lungo tempo, sebbene in paesi come l'Italia vi sia una chiara tradizione al riguardo con istituti come i Monti frumentari, pecuniari e di pietà che hanno ben operato fino al XIX secolo.
Per quanto riguarda più propriamente la microfinanza intesa come un servizio etico per aiutare le fasce deboli fornendo loro il supporto tecnico e finanziario necessario per avviare attività imprenditoriali che li mettano in grado di ripagare il debito e di conquistare una indipendenza economica, essa è stata per lungo tempo assente.
Negli ultimi anni, però, in considerazione dell'aumento del numero dei "nuovi poveri", cioè di coloro che vivono sul filo della sussistenza e possono trovarsi in gravi difficoltà anche per far fronte a spese improvvise di piccola entità, e sulla scia dei successi conseguiti dalle Banche etiche nel terzo mondo, alcune organizzazioni di volontari stanno tentando di importare, con i debiti adattamenti, queste esperienze .
Un servizio di microfinanza che invece è sempre più popolare nei paesi industrializzati oltre al social lending è il micropagamento. Già molto utilizzato sul web a supporto del commercio elettronico e occasionalmente per la raccolta pubblica di fondi (a volte via SMS), oggi si sta lavorando per trasformare il telefono cellulare in un borsellino elettronico per far fronte alle piccole spese quotidiane (pagamento di parcheggi, acquisto di biglietti dei mezzi pubblici,...).

## Scopo
Le banche non forniscono servizi finanziari, quali prestiti, per i clienti con poco o nessun reddito. Questo si vede nelle economie in via di sviluppo le quali mancano di un forte sistema finanziario. Le banche sostengono costi notevoli per gestire un account cliente indipendentemente dalla grandezza delle somme di denaro presenti. Il costo fisso di elaborazione di prestiti di qualsiasi dimensione è notevole come diverse cose. La povera gente di solito cade sotto di tale punto di pareggio. Un calcolo simile si applica per offrire altri servizi finanziari ai poveri. Inoltre, la maggior parte delle persone povere hanno pochi beni che possono essere garantiti da una banca come garanzia. Come documentato ampiamente da Hernando de Soto ed altri, anche se capita di possedere terreni in via di sviluppo, non possono avere titolo efficace ad esso. Ciò significa che la banca avrà scarso ricorso contro debitori insolventi.
Visto da una prospettiva più ampia, lo sviluppo di un sistema finanziario nazionale sano è stato a lungo visto come un catalizzatore per l'obiettivo più ampio dello sviluppo economico nazionale. Tuttavia, gli sforzi dei progettisti ed esperti nazionali per lo sviluppo dei servizi finanziari per la maggior parte delle persone hanno spesso fallito nei paesi in via di sviluppo, testimoniato dall'analisi 'Indebolimento dello sviluppo rurale con credito a buon mercato'. A causa di queste difficoltà i tassi di interesse diventano molto elevati. Gli usurai applicano tassi molto più elevati alle persone molto povere. Gli usurai sono criticati però bisogna riconoscere che i loro servizi sono molto comodi. La microfinanza è cresciuta rapidamente. Si stima che l'industria ha bisogno di molto denaro per ottenere capitale per tutti i poveri che ne hanno bisogno. Come si è visto in India questi sistemi possono facilmente fallire. Le ragioni del fallimento sono la mancanza di utilizzo da parte di potenziali clienti, sovraindebitamento, scarse procedure operative, trascuratezza dei doveri e dei regolamenti inadeguati.

## Modi in cui le persone gestiscono i soldi
Rutherford sostiene che il problema principale della gente povera è la gestione dei soldi. Quando il denaro viene accumulato prima di essere usato viene definito "risparmio fino".
Spesso, le persone non hanno abbastanza soldi quando si trovano ad affrontare un bisogno, quindi ricorrono al prestito. Una famiglia povera potrebbe richiedere prestiti a parenti per acquistare terreni, ad un usuraio per comprare riso, o ad un istituto di microfinanza per comprare una macchina da cucire. Dal momento che questi prestiti devono essere rimborsati dopo che il costo viene sostenuto, Rutherford chiama questo "basso risparmio". Il punto di Rutherford è che il microcredito risolve solo metà del problema, e probabilmente la parte meno importante: le persone povere richiedono il prestito per risparmiare e accumulare beni. Le istituzioni di microcredito dovrebbero finanziare i loro prestiti attraverso conti di risparmio che aiutano i poveri a gestire i loro rischi. La maggior parte delle esigenze vengono soddisfatte attraverso un mix di risparmio e di credito. Una valutazione fatta dalla Grameen Bank e da altre due grandi istituzioni di microfinanza in Bangladesh ha trovato che per ogni $1 che stavano prestando ai clienti per finanziamenti rurali non agricoli, circa 2,50 dollari provengono da altre fonti, per lo più risparmi dei loro clienti. Recenti studi hanno inoltre dimostrato che i metodi informali di risparmio sono sicuri. Il lavoro di Rutherford, Wright ed altri ha causato la riconsiderazione di un aspetto chiave del paradigma microcredito: i poveri per uscire dalla povertà devono ricorrere al prestito, costituire micro-imprese e aumentare il loro reddito. Il nuovo paradigma pone maggiore attenzione sugli sforzi dei poveri per ridurre la loro vulnerabilità. Una cassetta di sicurezza, luogo flessibile per risparmiare denaro e ritirarla quando necessario, è anche essenziale per la gestione delle famiglie e del rischio familiare.

## I tassi di interesse
Una delle principali sfide della microfinanza è fornire piccoli prestiti a un costo abbordabile. Il tasso di interesse e l'interesse medio globale è stimato al 37%, con tassi che raggiungono addirittura il 70% in alcuni mercati. La ragione per cui i tassi di interesse sono alti non è legata principalmente al costo del capitale. Infatti, le organizzazioni di microfinanza locali che ricevono prestiti a tasso zero di Kiva devono pagare interessi e commissioni a tassi medi di 35.21%. Al contrario, la ragione principale per l'elevato costo dei prestiti di microfinanza è il costo elevato dell'operazione di microfinanza tradizionale, relativa alla dimensione del prestito. Gli operatori di microfinanza hanno a lungo sostenuto che tali tassi di interesse elevati sono inevitabili, perché il costo sostenuto per ogni prestito non può essere ridotto al di sotto di un certo livello. Gli istituti finanziari spesso non hanno nemmeno un sistema per controllare l'identità della persona, inoltre, non sono in grado di progettare nuovi prodotti e ampliare il loro business per ridurre questo rischio. Il risultato è che l'approccio tradizionale alla microfinanza ha compiuto progressi limitati al solo risolvere il problema che si propone di affrontare: il fatto che le persone più povere del mondo pagano il costo più alto del mondo per il capitale di crescita delle piccole imprese. Gli alti costi dei prestiti di microfinanza tradizionali limitano la loro efficacia come strumento di lotta alla povertà. Dotato di prestiti a interessi e commissioni tassi di 37% significa che i mutuatari che non riescono a guadagnare almeno un tasso del 37% di rendimento possono effettivamente finire ancora più poveri. Negli ultimi anni, il settore della microfinanza ha spostato la sua attenzione dall'obiettivo di aumentare il volume del capitale di prestito a disposizione a quello di fornire prestiti di microfinanza a tasso più conveniente. L'analista di microfinanza David Roodman sostiene che, nei mercati maturi, gli interessi e commissioni, tassi medi praticati dagli istituti di microfinanza tendono a diminuire nel tempo. Tuttavia, i tassi di interesse medi globali per i prestiti di microfinanza sono ancora al di sopra del 30%. La fornitura di servizi di microfinanza ad un costo accessibile potrebbe risiedere in un ripensamento, uno dei presupposti fondamentali alla base della microfinanza, ovvero i mutuatari di microfinanza necessitano di un ampio monitoraggio e l'interazione con gli ufficiali di prestito al fine di beneficiare e di rimborsare i loro prestiti.

## Storia della microfinanza
Negli ultimi secoli, visionari pratici, dai frati francescani che fondarono i monti di pietà, comunità orientata del XV secolo ai fondatori del movimento sindacale europeo di crediti nel XIX secolo (come Friedrich Wilhelm Raiffeisen) e le fondatori del movimento microcredito nel 1970 (come Muhammad Yunus e Al Whittaker), hanno testato le pratiche e le istituzioni costruite progettate per portare i generi di opportunità e strumenti di gestione del rischio che i servizi finanziari in grado di fornire alla porta di casa dei poveri. Mentre il successo della Banca Grameen (che ora serve oltre 7 milioni di donne povere del Bangladesh), ha ispirato il mondo, si è dimostrato difficile da replicare questo successo. In nazioni con densità di popolazione inferiore, incontrando i costi di esercizio di una succursale di vendita al dettaglio, servendo clienti dintorni si è dimostrato molto più impegnativo. Hans Dieter Seibel, membro del consiglio della Piattaforma europea di microfinanziamento, è a favore del modello di gruppo. Questo particolare modello riduce i costi di transazione. Programmi di microfinanza anche bisogno di essere basata su fondi locali. Roots locali.
La storia di microfinanza può essere fatta risalire fino alla metà del 1800, quando il teorico Lysander Spooner stava scrivendo sui vantaggi di piccoli crediti a imprenditori e agricoltori come un modo di ottenere le persone dalla povertà. Indipendentemente Spooner, Friedrich Wilhelm Raiffeisen fondò le prime banche di credito cooperativo per sostenere gli agricoltori in Germania rurale.
L'uso moderno del termine "microfinanza" ha radici nel 1970 quando organizzazioni, come la Grameen Bank del Bangladesh con il pioniere della microfinanza Muhammad Yunus, stavano cominciando e formazione della moderna industria di microfinanziamenti. Un altro pioniere in questo settore è Akhtar Hameed Khan.

## Chi dovrebbe fornire servizi di microfinanza?
Il ruolo dell'usuraio tradizionale è stato soggetto di molte critiche, soprattutto nelle prime fasi della moderna microfinanza. Anche se i più poveri hanno avuto accesso ai prestiti delle istituzioni di microcredito è emerso che i servizi forniti dagli usurai hanno continuato ad essere utilizzati. I mutuatari erano pronti a pagare tassi di interesse molto alti per determinati servizi. Nella realtà i poveri chiedono prestiti per umili motivi (come pagare le tasse scolastiche, spese sanitarie o assicurare l'approvvigionamento alimentare della famiglia).

## I sistemi finanziari inclusivi
Il movimento per il microcredito iniziato negli anni '70 è emerso e si è trasformato in un approccio di "sistemi finanziari" per creare l'inclusione finanziaria universale. Mentre il modello Grameen di erogazione di piccoli crediti ha ottenuto grandi risultati, soprattutto nelle aree urbane, semi-urbane e con le famiglie imprenditoriali, i suoi progressi nella fornitura di servizi finanziari nelle aree rurali meno densamente popolate sono stati lenti; creando la necessità per molti e più modelli di emergere in tutto il mondo. I termini si sono evoluti da microcredito, microfinanza e ora inclusione finanziaria. Gli istituti di microfinanza specializzati (IFM) continuano ad espandere i loro servizi, collaborando e competendo con banche, cooperative di credito, denaro mobile e altri istituti di proprietà informali e formali.
Il nuovo approccio ai sistemi finanziari riconosce pragmaticamente la ricchezza di secoli di storia della microfinanza e l'immensa diversità delle istituzioni al servizio dei poveri nelle economie in via di sviluppo e sviluppate oggi. Inoltre, è radicato nella crescente consapevolezza della diversità delle esigenze di servizio finanziario delle persone più povere del mondo e dei diversi contesti in cui vivono e lavorano. Riconosce anche che la qualità e la passione dei servizi finanziari sono importanti anche per il sistema bancario al fine di ottenere un'inclusione finanziaria più completa e più profonda, per tutti. Le banche centrali e le banche tradizionali sono ora più intimamente impegnate che mai nell'agenda dell'inclusione finanziaria, sebbene si tratti di una lunga strada, con oltre il 35-40% degli adulti del mondo che rimangono al di fuori del sistema bancario formale e molti altri rimangono "under-banked". L'avvento della gestione del denaro basata sul cellulare e della finanza digitale sta cambiando rapidamente lo scenario; sebbene la "distanza sociale" tra economicamente poveri/ emarginati sociali e il sistema bancario rimanga purtroppo grande.

### Fornitori di servizi finanziari informali
Questi includono usurai, pegno, collettori di risparmio, soldi guardie, ROSCAs, ASCAS e negozi di alimentazione in ingresso. Perché sanno bene a vicenda e vivono nella stessa comunità, capiscono a vicenda situazione finanziarie e può offrono servizi più flessibili, comodi e veloci. Questi servizi possono anche essere costosi e la scelta di prodotti finanziari limitati e a brevissimo termine. Servizi informali che coinvolgono risparmi sono anche rischioso, molte persone perdono i loro soldi.

### Organizzazioni di proprietà dei membri
Questi includono gruppi di auto-aiuto, cooperative di credito, e una varietà di organizzazioni ibride come le associazioni di servizi finanziari e dei CVECAs. Come i loro cugini informali, sono generalmente piccoli e locali, che significa che hanno accesso a una buona conoscenza circa le rispettive condizioni economiche e in grado di offrire comodità e flessibilità. Grameen Bank è un'organizzazione di proprietà utente. Dal momento che sono gestiti da povera gente, i loro costi di esercizio sono bassi. Tuttavia, questi fornitori possono avere poca abilità finanziaria e possono incorrere in difficoltà quando l'economia gira verso il basso o la loro attività diventa troppo complesso.

### ONG
Il Summit Campaign Microcredito conta 3.316 di queste IFM e delle ONG che danno prestito a circa 133 milioni di clienti. Guidati da Grameen Bank e BRAC in Bangladesh, Prodem in Bolivia, Opportunity International e FINCA internazionale, con sede a Washington DC queste ONG si sono diffuse in tutto il mondo in via di sviluppo negli ultimi tre decenni, altri, come il Consiglio Gamelan, indirizzano regioni più grandi. Essi sono dei pionieri nelle tecniche bancarie quali prestiti di solidarietà, villaggio banking e mobile banking che hanno superato gli ostacoli per servire le popolazioni povere. Tuttavia, con schede che non necessariamente rappresentano sia il loro capitale o dei loro clienti, le loro strutture di governance può essere fragile, e possono diventare eccessivamente dipendenti da donatori esterni.

### Istituzioni finanziarie formali
Oltre alle banche commerciali, questi includono banche statali, banche di sviluppo agricolo, casse di risparmio, casse rurali e le istituzioni finanziarie non bancarie. Essi sono regolamentati e controllati, offrono una vasta gamma di servizi finanziari e controllano una rete di filiali che può estendersi in tutto il paese a livello internazionale. Tuttavia, si sono dimostrati riluttanti ad adottare missioni sociali. Il crescente utilizzo di dati alternativi in credit scoring, come il credito commerciale sta aumentando l'interesse delle banche commerciali nella microfinanza.
Con la regolamentazione e la vigilanza del caso, ognuno di questi tipi istituzionali può portare leva per risolvere il problema della microfinanza. Ad esempio, sono stati fatti sforzi per collegare gruppi di auto-aiuto alle banche commerciali, mettere in rete le organizzazioni di proprietà membri insieme per realizzare economie di scala e di scopo, e per sostenere gli sforzi da parte delle banche commerciali di "down-scale" integrando il mobile banking e tecnologie di e-payment nelle loro estese reti di filiali.

## Microcredito e il web
Grazie all'enfasi sbilanciato sul credito a scapito della microsavings, così come il desiderio di collegare gli investitori occidentali per il settore, le piattaforme peer- to-peer si sono sviluppate per ampliare la disponibilità di microcredito attraverso i singoli istituti di credito nel mondo sviluppato. Nuove piattaforme che connettono gli istituti di credito ai micro-imprenditori stanno emergendo sul Web, ad esempio MYC4, Kiva, Zidisha, myELEN, Opportunity International e la Fondazione. Nel 2009, il no-profit Zidisha statunitense è diventata la prima piattaforma microprestiti peer-to-peer per collegare i creditori e debitori direttamente attraverso i confini internazionali senza intermediari locali.
Il volume erogati tramite la piattaforma di Kiva peer-to-peer è di circa 100 milioni di dollari a partire dal novembre 2009 (Kiva facilita circa $ 5M in prestiti ogni mese). In confronto, il fabbisogno di microcredito è stimato a circa 250 miliardi di dollari alla fine del 2006. La maggior parte degli esperti concordano sul fatto che questi fondi devono essere di provenienza locale dei paesi che sono originari di microcredito, per ridurre i costi di transazione e rischi di cambio.